# Alain Le Marc'hadour
Ne doit pas être confondu avec Alain Marchadour.
Alain Le Marc'hadour, né le 17 juin 1896 au lieu-dit Aber-Wrach à Landéda et mort le 16 août 1978 à Pluguffan, est un homme politique français.

## Biographie
Il est le fils d'Arthur Le Marc’hadour, président de la Cour de cassation.
Médecin de profession, il commence sa vie politique en devenant maire de La Madeleine de 1947 à 1971. De 1951 à 1976, il est élu conseiller général sur le canton de Lille-Nord. Suppléant de Liévin Danel, aux élections législatives de 1968, il entre à l'Assemblée Nationale, à la suite du décès de ce dernier, en 1970. Il ne se représente pas aux élections législatives de 1973, et cède sa place à Pierre Billecocq à qui il avait laissé son poste de maire, deux ans auparavant.

## Décorations
- Croix de guerre 1914-1918.
- Officier de la Légion d’honneur
- Officier des Palmes académiques
- Chevalier du Mérite social.
- Médaille du Mérite du ministère de l’intérieur
- Médaille de la Jeunesse et des Sports
- Médaille de l’Éducation surveillée.
- Médaille d’argent de l’Académie de médecine.